# Pallacanestro Brindisi 1978-1979
La Pallacanestro Brindisi 1978-1979 prende parte al campionato italiano di Serie B pallacanestro. Le trentadue squadre sono divise in 4 gironi da otto: le prime cinque disputano la Poule promozione suddivisi in 2 gironi da 10 squadre, le ultime tre la Poule B per la salvezza, insieme a squadre della Serie C. La Pallacanestro Brindisi viene inserita nel girone C, dove giunge prima con 11V e 3P, 1106 punti segnati e 978 subiti.
Nella successiva Poule promozione girone B giunge seconda con 13V e 5S, 1406 punti fatti e 1272 subiti. Nei playoff perde 2-1 contro il Fabriano Basket

## Storia
La Pallacanestro Brindisi rivoluziona il roster. Mario Mussini e Gianfranco Quaglia vengono ceduti in prestito alla Pallacanestro Pavia in Serie C, anche il giovane Romeo viene ceduto in prestito alla Pallacanestro Monopoli; mentre Marcello Mazzotta, Giuseppe Bevilacqua e Fabrizio D'Astore (in prestito) vengono ceduti all'ASSI Brindisi come contropartita all'acquisto di Antonio Bray. Vengono acquistati, inoltre, l'ala piccola Andrea Costa dalla Diadora Venezia, l'ala grande Roberto Giusti dalla Febal Pesaro e l'ala Carmine Spinosa dalla Sebastiani Rieti. Miglior marcatore della stagione è Roberto Giusti con 533 p. in 34 partite, seguito da Piero Labate con 523 p. e Mauro Colonnello con 435 p. sempre in 35 partite. A livello giovanile i cadetti brindisini (U17) con Fischetto e Spagnolo sono vice campioni d'Italia, battuti nella finale di Porto S.Giorgio dalla Billy Milano per 68-94.

## Roster
| Pallacanestro Brindisi 1978/1979 | Pallacanestro Brindisi 1978/1979 |
| Giocatori                        | Staff tecnico                    |
| -------------------------------- | -------------------------------- |

| N. | Naz.              | Ruolo | Nome                | Anno | Alt.   | Peso |  |
| -- | ----------------- | ----- | ------------------- | ---- | ------ | ---- |  |
| 4  | Italia (bandiera) | P     | Antonio Bray        | 1956 | 181 cm |      |  |
| 5  | Italia (bandiera) | C     | Andreino Costa      | 1957 | 202 cm |      |  |
| 6  | Italia (bandiera) | P     | Francesco Fischetto | 1961 | 175 cm |      |  |
| 8  | Italia (bandiera) | AG    | Mauro Colonnello    | 1955 | 200 cm |      |  |
| 9  | Italia (bandiera) | P     | Luigi Longo         | 1952 | 188 cm |      |  |
| 10 | Italia (bandiera) | AG    | Roberto Giusti      | 1957 | 198 cm |      |  |
| 11 | Italia (bandiera) | A     | Adriano Greco       | 1956 | 194 cm |      |  |
| 13 | Italia (bandiera) | G     | Piero Labate ()     | 1951 | 190 cm |      |  |
| 14 | Italia (bandiera) | A     | Carmine Spinosa     | 1959 | 196 cm |      |  |
| 15 | Italia (bandiera) | P     | Sergio Botrugno     | 1961 | 180 cm |      |  |
|    | Italia (bandiera) | C     | Nicola Ungaro       | 1960 | 200 cm |      |  |
|    | Italia (bandiera) | A     | Massimo Distante    | 1959 | 188 cm |      |  |

| Allenatore                             |
| - Nicola Primaverili                   |
| Assistente/i                           |
| - Angelo Ciracì Legenda - (C) Capitano |

## Risultati

### Stagione Regolare
| Arbitri: | Romano (Palermo) Ranieri (Reggio Calabria) |

|                                        |       |                                        |
| Labate 20, Colonnello 13, Fischetto 13 | Punti | Gurini 18, Cecchini G. 18, Andreani 11 |

| San Giovanni Valdarno 22 ottobre 1978 2ª giornata | Basket Valdarno   | 71 – 73 (42-39) | Pall. Brindisi | \| Arbitro: \| Montella (Napoli) \| |
| Arbitro:                                          | Montella (Napoli) |                 |                |                                     |

| Arbitri: | Lombardo (Cosenza) Chilà (Reggio Calabria) |

|                               |       |                                   |
| Giusti 16, Labate 13, Bray 10 | Punti | Raida 14, Di Noi 14, Magnifico 12 |

| Arbitri: | Sammarchi (Bologna) Pigozzi (Bologna) |

|                                |       |                                     |
| Corno 25, Oliva 17, Lombardi 8 | Punti | Giusti 22, Labate 19, Colonnello 16 |

| Arbitri: | Errico (Napoli) Merola (Napoli) |

|                                   |       |                                        |
| Giusti 20, Colonnello 19, Greco 9 | Punti | Sonaglia 20, Valenti 17, De Angelis 14 |

| Arbitri: | Rozzi (Roma) Caruso (Roma) |

|                                    |       |                                          |
| Colonnello 23, Labate 22, Costa 18 | Punti | Albertazzi 22, Cortese 18, Ciafardoni 13 |

| Arbitri: | Dorigato (Padova) Boccardo (Padova) |

|                                   |       |                                    |
| Panella 10, Sbarra 10, Roncacia 9 | Punti | Giusti 24, Fischetto 12, Labate 12 |

| Arbitri: | Bellisari (Roseto) Zeppilli (Roseto) |

|                                            |       |                                   |
| Cecchini G. 40, Magnini 18, Cecchini R. 11 | Punti | Labate 10, Giusti 9, Colonnello 8 |

| Arbitri: | Gemelli (Messina) Gullotta (Messina) |

|                                       |       |                                     |
| Colonnello 18, Fischetto 16, Longo 16 | Punti | Ottaviani 24, Mannella 9, Guarino 8 |

| Arbitri: | Maggiora (Roma) Nappi (Roma) |

|                      |       |                                     |
| Rotondo 23, Sarra 10 | Punti | Colonnello 22, Labate 16, Giusti 14 |

| Arbitri: | Pallonetto (Napoli) Merola (Napoli) |

|                                    |       |                                    |
| Labate 17, Costa 16, Colonnello 15 | Punti | Spizzichini 12, Maggi 12, Corbi 10 |

| Arbitri: | Nappiluni (Udine) Battistelli (Udine) |

|                                     |       |                                    |
| Valenti 33, Sonaglia 16, Terenzi 16 | Punti | Costa 18, Colonnello 17, Labate 12 |

| Arbitri: | Butà (Udine) Segalutti (Udine) |

|                                       |       |                               |
| Ciafardoni 34, Cortese 24, De Witt 10 | Punti | Giusti 18, Costa 15, Longo 14 |

| Arbitri: | Puracchio (Chieti) Zeppilli (Roseto) |

|                                  |       |                        |
| Labate 18, Giusti 18, Spinosa 15 | Punti | Sbarra 18, Roncaccia 8 |

### Poule Promozione Girone B
| Arbitri: | Piccagli (Bologna) Pasi (Bologna) |

|                                     |       |                               |
| Giansanti 18, Bondi 18, Marcacci 17 | Punti | Costa 22, Longo 16, Labate 15 |

| Arbitri: | Gorlato (Udine) Mogeravich (Trieste) |

|                               |       |                                |
| Labate 20, Greco 17, Longo 12 | Punti | Rossi 21, Mossali 13, Borzi 11 |

| Arbitri: | Casamassima (Cantù) Salmoiraghi (Castellanza) |

|                                       |       |                                     |
| Cecchini G. 19, Pagnini 12, Gurini 12 | Punti | Giusti 26, Labate 14, Colonnello 14 |

| Arbitri: | Pigozzi (Bologna) Godoli (Forlì) |

|                                     |       |                                  |
| Labate 23, Colonnello 18, Giusti 18 | Punti | Papa 19, Mazza 19, Occhipinti 16 |

| Arbitri: | Bollettini (Venezia) Cazzaro (Venezia) |

|                                        |       |                                        |
| Tommasini 17, Dordei 12, Pistollato 12 | Punti | Labate 20, Fischetto 11, Colonnello 10 |

| Arbitri: | Gatto (Livorno) Bartolini (Grosseto) |

|                                        |       |                                        |
| Fischetto 20, Colonnello 18, Giusti 17 | Punti | Berton 22, Pennacchia 16, Stefanelli 8 |

| Arbitri: | Tedone (Roma) Nuara (Roma) |

|                                          |       |                                |
| Ciafardoni 36, Cortese 23, Albertazzi 20 | Punti | Labate 16, Giusti 14, Costa 12 |

| Arbitri: | Piccagli (Bologna) Pasi (Bologna) |

|                                     |       |                                    |
| Magnifico 18, Rotondo 16, Di Noi 14 | Punti | Giusti 22, Labate 14, Fischetto 12 |

| Arbitri: | Pigozzi (Bologna) Sommarchi (Bologna) |

|                                    |       |                                     |
| Colonnello 20, Labate 15, Greco 14 | Punti | Sonaglia 18, Terenzi 18, Valenti 14 |

| Arbitri: | Bartolini (Grosseto) Pellegrini (Livorno) |

|                                   |       |                                           |
| Giusti 29, Fischetto 18, Costa 13 | Punti | Giansante 31, Cuccurello 11, Andreussi 11 |

| Arbitri: | Bernardini (Livorno) Marchis (Torino) |

|                                    |       |                               |
| Mossali 19, Borlenghi 10, Borzi 10 | Punti | Labate 17, Giusti 12, Greco 9 |

| Arbitri: | Santini (Cremona) Pelliccoli (Bergamo) |

|                                |       |                             |
| Labate 22, Giusti 13, Costa 11 | Punti | Andreani 22, Cecchini G. 16 |

| Arbitri: | Castrignani (Bologna) Pasi (Bologna) |

|                                    |       |                                |
| Morra 18, Occhipinti 15, Gebbia 12 | Punti | Greco 21, Labate 18, Giusti 16 |

| Arbitri: | Rotondo (Bologna) Dal Fiume (Imola) |

|                                   |       |                                   |
| Labate 16, Fischetto 15, Greco 13 | Punti | Errico 20, Pistolato 15, Facco 10 |

| Arbitri: | Pallone (Varese) Paronelli (Varese) |

|                      |       |                                     |
| Maretto 24, Vigna 20 | Punti | Labate 21, Colonnello 17, Giusti 17 |

| Arbitri: | Graziani (Bologna) Galimberti (Bologna) |

|                                    |       |                                       |
| Colonnello 22, Giusti 18, Greco 13 | Punti | Albertazzi 28, Cortese 18, De Witt 10 |

| Arbitri: | Gatto (Livorno) Pelligrini (Livorno) |

|                                |       |                               |
| Giusti 18, Labate 17, Greco 12 | Punti | Sarra 13, Di Noi 13, Raida 12 |

| Fabriano 27 maggio 1979 18ª giornata                                                                    | Fabriano Basket | 87 – 68 (36-31)                    | Pall. Brindisi |  |
| \| \| \| \| \| Sonaglia 30, Terenzi 25, De Angelis 16 \| Punti \| Giusti 19, Colonnello 18, Costa 14 \| |                 |                                    |                |  |
| |                 |                                    |                |  |
| Sonaglia 30, Terenzi 25, De Angelis 16                                                                  | Punti           | Giusti 19, Colonnello 18, Costa 14 |                |  |

### Playoff Promozione
| Arbitri: | Maggiore (Roma) Di Lella (Roma) |

|                                   |       |                                        |
| Giusti 16, Greco 13, Fischetto 13 | Punti | Terenzi 16, De Angelis 13, Sonaglia 12 |

| Arbitri: | Zanone (Mestre) Gorlato (Udine) |

|                                   |       |                                |
| Terenzi 23, Sonaglia 14, Ricci 12 | Punti | Labate 25, Giusti 16, Greco 13 |

| Arbitri: | Casamassima (Varese) Albanese (Cantù) |

|                                        |       |                                     |
| Valenti 16, Sonaglia 13, De Angelis 13 | Punti | Giusti 16, Labate 12, Colonnello 10 |

## Statistiche

### Statistiche di squadra
| Competizione                      | Punti | In casa | In casa | In casa | In casa | In casa | In trasferta | In trasferta | In trasferta | In trasferta | In trasferta | Totale | Totale | Totale | Totale | Totale | Totale |
| Competizione                      | Punti | G       | V       | P       | PF      | PS      | G            | V            | P            | PF           | PS           | G      | V      | P      | PF     | PS     | DIF    |
| --------------------------------- | ----- | ------- | ------- | ------- | ------- | ------- | ------------ | ------------ | ------------ | ------------ | ------------ | ------ | ------ | ------ | ------ | ------ | ------ |
| Serie B 1978-79 stagione regolare | 22    | 7       | 7       | 0       | 583     | 451     | 7            | 4            | 3            | 523          | 527          | 14     | 11     | 3      | 1106   | 978    | +128   |
| Serie B 1978-79 Poule A/2         | 26    | 9       | 8       | 1       | 724     | 608     | 9            | 5            | 4            | 682          | 664          | 18     | 13     | 5      | 1406   | 1272   | +134   |
| Serie B 1978-79 Playoff           | 2     | 1       | 0       | 1       | 73      | 74      | 2            | 1            | 1            | 138          | 139          | 3      | 1      | 2      | 211    | 213    | -2     |
| Totale                            | 50    | 17      | 15      | 2       | 1380    | 1133    | 18           | 10           | 8            | 1343         | 1330         | 35     | 25     | 10     | 2723   | 2463   | +260   |

## Fonti
La Gazzetta del Mezzogiorno edizione 1978-79